# Medaillenspiegel der Olympischen Winterspiele 1976
Diese Tabelle zeigt den Medaillenspiegel der Olympischen Winterspiele 1976 in Innsbruck. Die Platzierungen sind nach der Anzahl der gewonnenen Goldmedaillen sortiert, gefolgt von der Anzahl der Silber- und Bronzemedaillen. Weisen zwei oder mehr Länder eine identische Medaillenbilanz auf, werden sie alphabetisch geordnet auf dem gleichen Rang geführt. Dies entspricht dem System, das vom IOC verwendet wird.

## Medaillenspiegel
| Platz | Mannschaft               | Gold | Silber | Bronze | Gesamt |
| ----- | ------------------------ | ---- | ------ | ------ | ------ |
| 01    | Sowjetunion (URS)        | 13   | 6      | 8      | 27     |
| 02    | DDR (GDR)                | 7    | 5      | 7      | 19     |
| 03    | Vereinigte Staaten (USA) | 3    | 3      | 4      | 10     |
| 04    | Norwegen (NOR)           | 3    | 3      | 1      | 7      |
| 05    | BR Deutschland (FRG)     | 2    | 5      | 3      | 10     |
| 06    | Finnland (FIN)           | 2    | 4      | 1      | 7      |
| 07    | Österreich (AUT)         | 2    | 2      | 2      | 6      |
| 08    | Schweiz (SUI)            | 1    | 3      | 1      | 5      |
| 09    | Niederlande (NED)        | 1    | 2      | 3      | 6      |
| 10    | Italien (ITA)            | 1    | 2      | 1      | 4      |
| 11    | Kanada (CAN)             | 1    | 1      | 1      | 3      |
| 12    | Großbritannien (GBR)     | 1    | —      | —      | 1      |
| 13    | Tschechoslowakei (TCH)   | —    | 1      | —      | 1      |
| 14    | Schweden (SWE)           | —    | —      | 2      | 2      |
| 0     | Liechtenstein (LIE)      | —    | —      | 2      | 2      |
| 16    | Frankreich (FRA)         | —    | —      | 1      | 1      |
|       | Gesamt                   | 37   | 37     | 37     | 111    |

## Aberkennung
Nach dem 5-km-Langlaufrennen der Frauen wurde die Drittplatzierte Galina Kulakowa aus der Sowjetunion disqualifiziert, nachdem sie positiv auf Ephedrin getestet worden war. Es handelte sich um den ersten eindeutig nachgewiesenen Dopingfall bei Winterspielen. Ihre Bronzemedaille ging stattdessen an Nina Baldytschewa, ebenfalls aus der Sowjetunion.